# Артурс Нейкшанс
Артурс Нейкшанс (латис. Arturs Neikšāns; нар. 16 березня 1983, Валка) — латвійський шахіст, гросмейстер від 2012 року.

## Шахова кар'єра
Від кінця 1990-х років належить до числа провідних латвійських шахістів. Двічі (1999, 2011) ставав чемпіона країни, був триразовим (2000, 2006, 2012) учасником шахових олімпіад, а також двічі (1999, 2011) виступав за національну збірну на командних чемпіонатах Європи.
2001 року виграв у Таллінні чемпіонат балтійських країн серед юніорів, а в 2002 році переміг на меморіалі Айварса Гіпсліса в Ризі. 2006 року поділив 1-ше місце (разом з Алоїзасом Квейнісом) на турнірі за швейцарською системою в Межезерсі. 2009 року переміг у Паневежисі, виконавши першу гросмейстерську норму. У 2010 році переміг на Меморіалі Йозефа Кочана в Кошаліні, а під час турніру open у Льєйді виконав другу гросмейстерську норму. 2011 року виконав третю гросмейстерську норму, під час командного чемпіонату Європи в Порто-Каррасі.
Найвищий рейтинг Ело в кар'єрі мав станом на 1 квітня 2014 року, досягнувши 2568 очок займав тоді 3-тє місце (позаду Олексія Широва та Ігоря Коваленка) серед латвійських шахістів.

## Зміни рейтингу
| На цьому місці має відображатися графік чи діаграма, однак з технічних причин його відображення наразі вимкнено. Будь ласка, не видаляйте код, який викликає це повідомлення. Розробники вже працюють для того, щоби відновити штатне функціонування цього графіка або діаграми. | |
| | На цьому місці має відображатися графік чи діаграма, однак з технічних причин його відображення наразі вимкнено. Будь ласка, не видаляйте код, який викликає це повідомлення. Розробники вже працюють для того, щоби відновити штатне функціонування цього графіка або діаграми. |